# Frank Habineza
Frank Habineza (ur. 22 lutego 1977 w Mityana w Ugandzie) – rwandyjski polityk z plemienia Hutu, założyciel i lider Demokratycznej Partii Zielonych.

## Młodość
Habineza urodził się 22 lutego 1977 w Mityana w Ugandzie w rodzinie Hutu. W latach 1999–2004 studiował na Narodowym Uniwersytecie w Rwandzie. Ukończył studia z zakresu nauk politycznych i administracyjnych z kierownictwem administracji publicznej. W trakcie studiów założył stowarzyszenie zajmujące się ochroną środowiska. Później został osobistym asystentem ministra Środowiska, Wody, Leśnictwa i Kopalń Drocelli Mugorewery. Był oficjalnym korespondentem "Rwanda Newsline" i UMUSESO, gdy był studentem w Butare.

## Kariera polityczna
W sierpniu 2009 Habineza założył Demokratyczną Partię Zielonych (DGP) jako alternatywę wobec dominującego Rwandyjskiego Frontu Patriotycznego. 4 sierpnia 2017 w wyborach prezydenckich uzyskał 0,48% głosów poparcia.